# Tyler Kepkay
Tyler Kepkay (Vancouver, Columbia Británica, 19 de junio de 1987) es un exjugador de baloncesto canadiense. Con 1,83 metros de estatura, jugaba en la posición de base.

## Trayectoria deportiva

### Universidad
Jugó dos años en la Utah State University Eastern de la NJCAA, donde en su segunda temporada lideró el país en anotación, con 27,9 puntos por partido, siendo incluido en el primer equipo All-American de la National Junior College Athletic Association. Tras su paso por el junior college, en 2007 es adquirido por los Utes de la Universidad de Utah, donde jugó dos temporadas más, en las que promedió 8,9 puntos, 2,8 rebotes y 1,6 asistencias.

### Profesional
Tras no ser elegido en el Draft de la NBA de 2009, firmó su primer contrtato profesional con el ETB Wohnbau Baskets Essen de la ProA, la segunda categoría del baloncesto alemán, donde jugó una temporada en la que promedió 21,5 puntos, 4,7 asistencias y 4,2 rebotes por partido, lo que propició que el Gießen 46ers de la Basketball Bundesliga se fijara en él y le fichara por cuatro semanas en octubre de 2010 para reemplazar temporalmente al lesionado Chase Griffin. Al término del mismo, su contrato fue ampliado hasta mediados de enero. Hasta ese momento había promediado 4,4 puntos por partido.
Tras acabar contrato, en febrero fichó por el Science City Jena, también de la ProA, Su buen rendimiento, a pesar de una lesión, hicieron que en agosto de 2001 renovara contrato por una temporada más. Acabó la temporada promediando 11,0 puntos y 3,2 asistencias por partido. Al término de la misma fue reclamado por los Artland Dragons para suplir una lesión en la pretemporada, pero no contaron con él posteriormente. Regresó a su país, y tras no recibir nada más que un par de ofertas para jugar por debajo de su valor, decidió dejar el baloncesto y trasladarse a Hong Kong a iniciar un negocio al margen del baloncesto.

### Selección nacional
Disputó con la selección de Canadá el Campeonato FIBA Américas de 2009, en el que acabaron en cuarto lugar, perdiendo la medalla de bronce ante la selección argentina. En los diez partidos que disputó promedió 4,0 puntos y 1,7 rebotes.